# فندود
الفِنْدُود (الاسم العلمي: Ramaria)، يشتمل جنس الفندود على ما يقرب من 200 نوع من الفطريات المرجان. العديد منها، مثل Ramaria flava، صالحة للأكل وتُقطف في أوروبا، على الرغم من سهولة الخلط بينها وبين العديد من الأنواع السامة إلى حد ما القادرة على التسبب في الغثيان والقيء والإسهال. وتشمل R. formosa و R. pallida. تم إثبات أن ثلاثة أنواع من الفندود تحتوي على مركب homoarsenocholine غير عادي للغاية من مركبات الزرنيخ العضوي الضار.